# Branko Vuković
Branko Vuković, bosansko-hercegovski general, * 3. maj 1916, † ?.

## Življenjepis
Leta 1942 se je pridružil NOVJ in KPJ; med vojno je bil poveljnik več enot, nazadnje je bil poveljnik 8. srbske brigade.
Po vojni je bil pomočnik poveljnika vojaškega področja in na različnih štabnih položajih.